# Distretto di Cēsis
Il distretto di Cēsis (in lettone Cēsu rajons) è stato uno dei 26 distretti della Lettonia.
Confinava a nord con i distretti di Valmiera e Valka, a ovest con i distretti di Limbaži e Riga, a est con il distretto di Gulbene e a sud con quelli di Ogre e Madona.
L'attrazione principale del distretto era la valle del fiume Gauja con la caratteristica pietra arenaria rossa, la valle è compresa nel Parco nazionale di Gauja.
In base alla nuova suddivisione amministrativa è stato abolito a partire dal 1º luglio 2009

## Comuni
Al distretto appartenevano due città:
- Cēsis
- Līgatne